# CA-340
La CA-340 es una carretera autonómica de Cantabria perteneciente a la Red Local y que une las localidades de Viveda y Camplengo.

## Nomenclatura

Indicador

Su nombre está formado por las iniciales CA, que indica que es una carretera autonómica de Cantabria, y el dígito 340 es el número que recibe según el orden de nomenclaturas de las carreteras de la comunidad autónoma. La centena 3 indica que se encuentra situada en el sector comprendido entre la costa al norte, la carretera nacional N-634 al sur, el límite con el Principado de Asturias al oeste y la carretera nacional N-623 al este.

## Historia
Su denominación anterior era SV-4722.

## Trazado actual
Tiene su origen en la intersección con la CA-132 en el núcleo de Viveda y su final en Camplengo, ambas localidades situadas en el término municipal de Santillana del Mar, si bien, en un tramo intermedio de aproximadamente 300 m discurre por el término municipal Suances. A lo largo de su recorrido, de 3,4 kilómetros de longitud, atraviesa los barrios de La Pelía y Peredo de Viveda. Sirve de acceso al Palacio de Peredo y al Parque La Alianza. 
La carretera tiene dos carriles, uno para cada sentido de circulación, y una anchura total de 5 metros sin arcenes.
La etapa Santander - Santillana del Mar del Camino de Santiago de la Costa tiene dos alternativas para el tramo entre Barreda y Santillana del Mar, una de las cuales transcurre por esta carretera.

## Actuaciones
El IV Plan de Carreteras de Cantabria contempla dentro del programa de mejora de plataforma en Red Local la inversión para ampliación de la plataforma a 6 m sin arcenes. El Gobierno de Cantabria incluyó dicha actuación en el II Plan de Choque de Carreteras 2010-2011 para ser realizado en el primer trimestre de 2010.
El 5 de octubre de 2010 se realizó el anuncio de licitación para el acondicionamiento de esta carretera, junto al de la carretera CA-342 Ongayo - Puente Avíos.

## Transportes
No hay líneas de transporte público que recorran la carretera CA-340.

## Recorrido y puntos de interés
| Esquema        | PK  | Sentido Camplengo (creciente) | Sentido Camplengo (creciente) | Sentido Camplengo (creciente)                          | Sentido Viveda (decreciente)                           | Sentido Viveda (decreciente) | Sentido Viveda (decreciente) | Incidencias |
| Esquema        | PK  | Velocidad                     | Elemento                      | Salida                                                 | Salida                                                 | Elemento                     | Velocidad                    | Incidencias |
| -------------- | --- | ----------------------------- | ----------------------------- | ------------------------------------------------------ | ------------------------------------------------------ | ---------------------------- | ---------------------------- | ----------- |
|                | 0,0 |                               |                               | CA-340 CAMPLENGO                                       | CA-132 BARREDA                                         |                              |                              |             |
| CA-132 SUANCES | 0,0 |                               |                               | CA-340 CAMPLENGO                                       |                                                        |                              |                              |             |
|                | 3,4 |                               |                               | CAMPLENGO                                              | CAMPLENGO                                              |                              |                              |             |
|                | 3,4 |                               |                               | Final de la carretera en el núcleo urbano de Camplengo | Final de la carretera en el núcleo urbano de Camplengo |                              |                              |             |